# Nick Hits (TV Block)
Nick Hits war ein TV-Block, der auf dem lateinamerikanischen Ableger vom Kindersender Nickelodeon am Wochenende zwischen 22:00 Uhr und 5:00 Uhr ausgestrahlt wurde. Nick Hits zeigte dabei Nickelodeon-Zeichentrickserien der Entstehungsjahre 1991 bis 2002, ausgenommen Doug, Spongebob Schwammkopf und KaBlam!. Das Programm wurde auf Spanisch und Portugiesisch (in Brasilien) ausgestrahlte. Im Zuge des internationalen Rebranding der Nickelodeon-Ableger in Lateinamerika wurde der Block 2010 durch Nick at Nite ersetzt.

## Sendungen
- Aaahh!!! Monster
- CatDog
- Chalk Zone – Die Zauberkreide
- Die Biber Brüder
- Die Ren & Stimpy Show
- Expedition der Stachelbeeren
- Gingers Welt
- Hey Arnold!
- Invader Zim
- Rocket Power
- Rockos modernes Leben
- Rugrats